# Finale de la Ligue des champions de l'UEFA 2015-2016
La finale de la Ligue des champions 2015-2016 est la 61e finale de la Ligue des champions de l'UEFA. Ce match de football s'est joué le 28 mai 2016 au stade San Siro, à Milan (Italie).
Il oppose les deux équipes espagnoles du Real Madrid et de l'Atlético Madrid. Il s'agît de la deuxième finale de Ligue des champions opposant ces deux clubs après 2014. Au terme de la rencontre, le Real Madrid l'emporte aux tirs au but (5-3) à la suite d'un match nul un but partout après prolongation.
Vainqueur de la finale, le Real Madrid est qualifié pour la Supercoupe de l'UEFA 2016, où il affrontera le vainqueur de la finale de la Ligue Europa, le FC Séville.

## Stade
Le stade San Siro, aussi appelé Giuseppe Meazza, a été désigné hôte de la finale à l'issue d'une réunion du Comité exécutif de l'UEFA à Nyon le 18 septembre 2014. Il s'agit de la quatrième finale de Ligue des champions/Coupe d'Europe des clubs champions accueillie par le stade après 1965, 1970 et 2001.
Le stade a été construit en 1925 et ouvert en 1926 en tant que résidence du Milan AC avant d'être vendu à la ville de Milan en 1935. L'Inter Milan devint également résident du stade en 1947, les deux clubs partageant depuis le même stade, l'Inter remportant d'ailleurs la première finale de Coupe d'Europe des clubs champions jouée au stade en 1965. Le stade a également été utilisé lors des coupes du monde 1934 et 1990 ainsi que lors de l’Euro 1980. Sa capacité actuelle est de 80 018 places, bien que réduite à un peu moins de 80 000 lors des compétitions de l’UEFA.
La finale de 2016 est la première accueillie par le stade San Siro qu'aucun des deux clubs de Milan ne peut atteindre, ceux-ci n'étant pas qualifiés pour la Ligue des champions 2015-2016.

## Parcours des finalistes
Note : dans les résultats ci-dessous, le score du finaliste est toujours donné en premier (D : domicile ; E : extérieur).
| Rang | Équipe              | Pts | J | G | N | P | Bp | Bc | Diff |
| ---- | ------------------- | --- | - | - | - | - | -- | -- | ---- |
| 1    | Real Madrid         | 16  | 6 | 5 | 1 | 0 | 19 | 3  | +16  |
| 2    | Paris Saint-Germain | 13  | 6 | 4 | 1 | 1 | 12 | 1  | +11  |
| 3    | Chakhtar Donetsk    | 3   | 6 | 1 | 0 | 5 | 7  | 14 | -7   |
| 4    | Malmö FF            | 3   | 6 | 1 | 0 | 5 | 1  | 21 | -20  |

| Rang | Équipe          | Pts | J | G | N | P | Bp | Bc | Diff |
| ---- | --------------- | --- | - | - | - | - | -- | -- | ---- |
| 1    | Atlético Madrid | 13  | 6 | 4 | 1 | 1 | 11 | 3  | +8   |
| 2    | SL Benfica      | 10  | 6 | 3 | 1 | 2 | 10 | 8  | +2   |
| 3    | Galatasaray SK  | 5   | 6 | 1 | 2 | 3 | 6  | 10 | -4   |
| 4    | FK Astana       | 4   | 6 | 0 | 4 | 2 | 5  | 11 | -6   |

## Match

### Résumé
C'est le deuxième derby madrilène qui se joue en finale de la Ligue des champions, après celui de 2014.

#### Feuille de match
Note : l'équipe « à domicile » (pour des raisons administratives) est déterminée par tirage au sort après celui des demi-finales le 15 avril 2016 au quartier général de l’UEFA à Nyon.
| Real Madrid ·   |                   |     |
| Titulaires :    |                   |     |
|                 |                   |     |
| 1               | Keylor Navas      |     |
| 15              | Daniel Carvajal   | 52e |
| 4               | Sergio Ramos      |     |
| 3               | Pepe              |     |
| 12              | Marcelo           |     |
| 19              | Luka Modrić       |     |
| 14              | Casemiro          |     |
| 8               | Toni Kroos        | 72e |
| 11              | Gareth Bale       |     |
| 9               | Karim Benzema     | 77e |
| 7               | Cristiano Ronaldo |     |
|                 |                   |     |
| Remplaçants :   |                   |     |
| 13              | Kiko Casilla      |     |
| 6               | Nacho             |     |
| 23              | Danilo            | 52e |
| 10              | James Rodríguez   |     |
| 18              | Lucas Vázquez     | 77e |
| 22              | Isco              | 72e |
| 20              | Jesé              |     |
|                 |                   |     |
| Entraîneur :    |                   |     |
| Zinédine Zidane |                   |     |

| Atlético Madrid · |                   |      |
| Titulaires :      |                   |      |
|                   |                   |      |
| 13                | Jan Oblak         |      |
| 20                | Juanfran          |      |
| 15                | Stefan Savić      |      |
| 2                 | Diego Godín       |      |
| 3                 | Filipe Luís       | 109e |
| 17                | Saúl Ñíguez       |      |
| 14                | Gabi              |      |
| 12                | Augusto Fernández | 45e  |
| 6                 | Koke              | 116e |
| 7                 | Antoine Griezmann |      |
| 9                 | Fernando Torres   |      |
|                   |                   |      |
| Remplaçants :     |                   |      |
| 1                 | Ángel Moyá        |      |
| 19                | Lucas Hernandez   | 109e |
| 24                | José Giménez      |      |
| 5                 | Tiago             |      |
| 21                | Yannick Carrasco  | 45e  |
| 22                | Thomas Partey     | 116e |
| 16                | Ángel Correa      |      |
|                   |                   |      |
| Entraîneur :      |                   |      |
| Diego Simeone     |                   |      |

| Real Madrid ·   |                   |     |
| Titulaires :    |                   |     |
|                 |                   |     |
| 1               | Keylor Navas      |     |
| 15              | Daniel Carvajal   | 52e |
| 4               | Sergio Ramos      |     |
| 3               | Pepe              |     |
| 12              | Marcelo           |     |
| 19              | Luka Modrić       |     |
| 14              | Casemiro          |     |
| 8               | Toni Kroos        | 72e |
| 11              | Gareth Bale       |     |
| 9               | Karim Benzema     | 77e |
| 7               | Cristiano Ronaldo |     |
|                 |                   |     |
| Remplaçants :   |                   |     |
| 13              | Kiko Casilla      |     |
| 6               | Nacho             |     |
| 23              | Danilo            | 52e |
| 10              | James Rodríguez   |     |
| 18              | Lucas Vázquez     | 77e |
| 22              | Isco              | 72e |
| 20              | Jesé              |     |
|                 |                   |     |
| Entraîneur :    |                   |     |
| Zinédine Zidane |                   |     |

| Atlético Madrid · |                   |      |
| Titulaires :      |                   |      |
|                   |                   |      |
| 13                | Jan Oblak         |      |
| 20                | Juanfran          |      |
| 15                | Stefan Savić      |      |
| 2                 | Diego Godín       |      |
| 3                 | Filipe Luís       | 109e |
| 17                | Saúl Ñíguez       |      |
| 14                | Gabi              |      |
| 12                | Augusto Fernández | 45e  |
| 6                 | Koke              | 116e |
| 7                 | Antoine Griezmann |      |
| 9                 | Fernando Torres   |      |
|                   |                   |      |
| Remplaçants :     |                   |      |
| 1                 | Ángel Moyá        |      |
| 19                | Lucas Hernandez   | 109e |
| 24                | José Giménez      |      |
| 5                 | Tiago             |      |
| 21                | Yannick Carrasco  | 45e  |
| 22                | Thomas Partey     | 116e |
| 16                | Ángel Correa      |      |
|                   |                   |      |
| Entraîneur :      |                   |      |
| Diego Simeone     |                   |      |

### Statistiques
| Statistique    | Real | Atlético |
| -------------- | ---- | -------- |
| Buts marqués   | 1    | 0        |
| Tirs           | 5    | 5        |
| Tirs cadrés    | 2    | 3        |
| Arrêts         | 3    | 1        |
| Possession     | 48 % | 52 %     |
| Corners        | 1    | 1        |
| Fautes         | 6    | 6        |
| Hors-jeu       | 0    | 1        |
| Cartons jaunes | 1    | 0        |
| Cartons rouges | 0    | 0        |

| Statistique    | Real | Atlético |
| -------------- | ---- | -------- |
| Buts marqués   | 0    | 1        |
| Tirs           | 9    | 10       |
| Tirs cadrés    | 4    | 1        |
| Arrêts         | 0    | 4        |
| Possession     | 45 % | 55 %     |
| Corners        | 3    | 1        |
| Fautes         | 8    | 7        |
| Hors-jeu       | 0    | 1        |
| Cartons jaunes | 3    | 2        |
| Cartons rouges | 0    | 0        |

| Statistique    | Real | Atlético |
| -------------- | ---- | -------- |
| Buts marqués   | 0    | 0        |
| Tirs           | 11   | 3        |
| Tirs cadrés    | 2    | 0        |
| Arrêts         | 0    | 2        |
| Possession     | 44 % | 56 %     |
| Corners        | 3    | 4        |
| Fautes         | 4    | 3        |
| Hors-jeu       | 0    | 0        |
| Cartons jaunes | 2    | 0        |
| Cartons rouges | 0    | 0        |

| Statistique    | Real | Atlético |
| -------------- | ---- | -------- |
| Buts marqués   | 1    | 1        |
| Tirs           | 25   | 18       |
| Tirs cadrés    | 8    | 4        |
| Arrêts         | 3    | 7        |
| Possession     | 46 % | 54 %     |
| Corners        | 7    | 6        |
| Fautes         | 18   | 16       |
| Hors-jeux      | 0    | 2        |
| Cartons jaunes | 6    | 2        |
| Cartons rouges | 0    | 0        |